# نهر تانانا
نهر تانانا هو أحد روافد نهر يوكون في ولاية ألاسكا الأمريكية. وفقًا لعالم اللغويات والأنثروبولوجيا وليام برايت فإن الاسم مشتق من كويوكون (أثاباسكان).
تقع منابع النهر عند التقاء نهري شيسانا ونابسنا شمال نورثواي في شرق ألاسكا. يتدفق نهر تانانا في الاتجاه الشمالي الغربي بالقرب من الحدود مع إقليم يوكون وبشكل أفقي على طول المنحدر الشمالي لسلسلة جبال ألاسكا ويوازيه تقريبًا طريق ألاسكا السريع. في وسط ألاسكا يظهر في منطقة المستنقعات المنخفضة المعروفة باسم وادي تانانا ويمر جنوب مدينة فيربانكس.
في مناطق المستنقعات تنضم إليها عدة روافد كبيرة بما في ذلك نهر نينانا (بالقرب من مدينة نينانا) و Kantishna. يمر بقرية مانلي هوت سبرينغز ويصب في يوكون بالقرب من بلدة تانانا.
يتراكم الجليد على النهر كل شتاء بمتوسط سمك أقصى يبلغ 43 بوصة (110 سـم) في ننانة. لعبة نينانا آيس كلاسيك التي بدأت في عام 1917 هي لعبة تخمين سنوية حول تاريخ تكسر الجليد. في أكتوبر يوضع حامل ثلاثي القوائم في الجليد في وسط النهر. الحامل ثلاثي القوائم متصل بساعة على الشاطئ تتوقف عندما يبدأ الحامل ثلاثي القوائم في التحرك أثناء ذوبان الجليد في الربيع. على مر السنين اختلف تاريخ الانفصال من 20 أبريل إلى 20 مايو.